# Dobeno (gmina Brežice)
Dobeno – wieś w Słowenii, w gminie Brežice. W 2018 roku liczyła 64 mieszkańców.